# リューゲン島

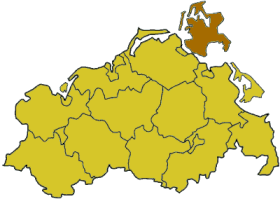
メクレンブルク＝フォアポンメルン州の地図。色の濃い部分がリューゲン島。

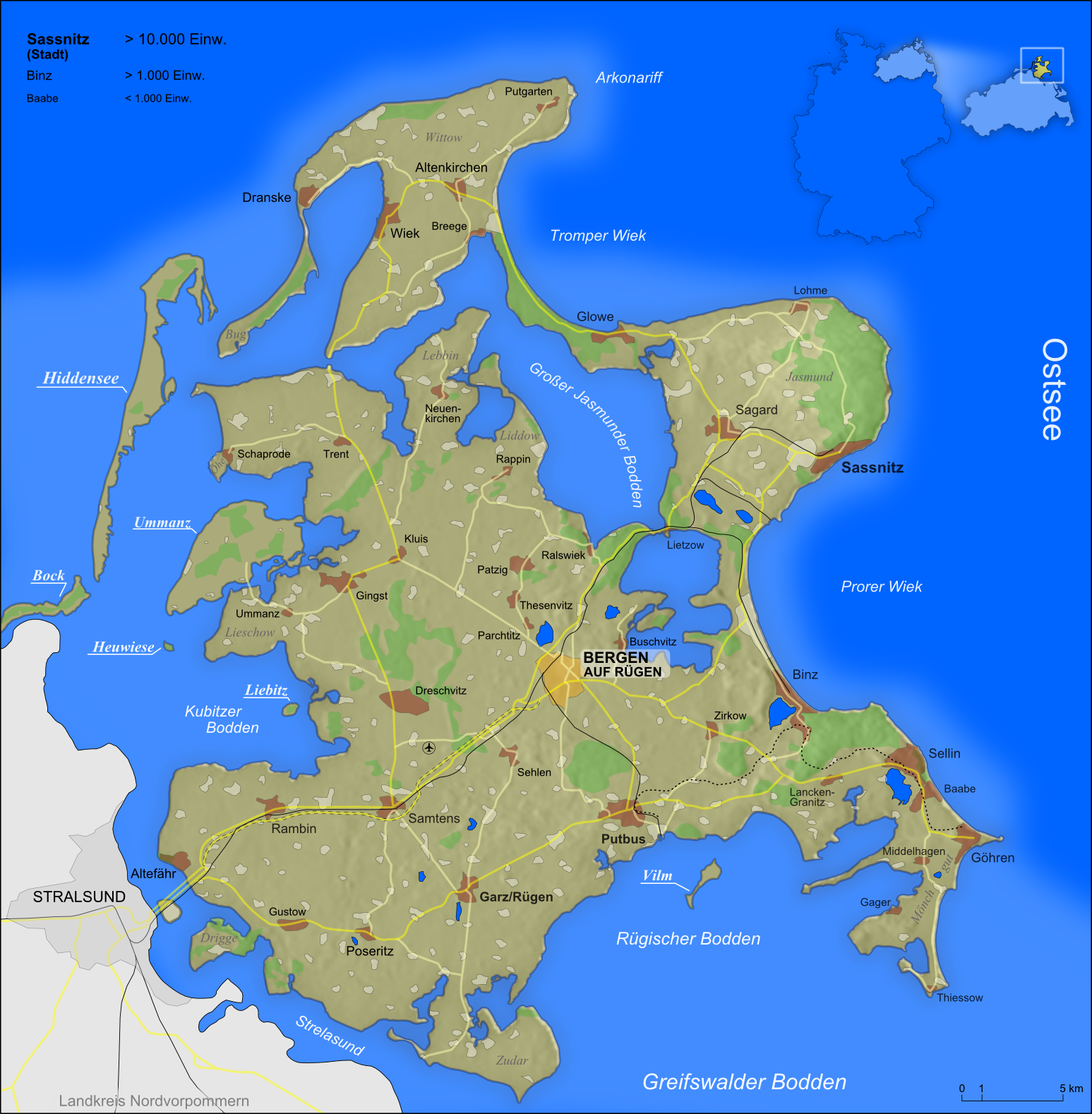
リューゲン島内の地図。

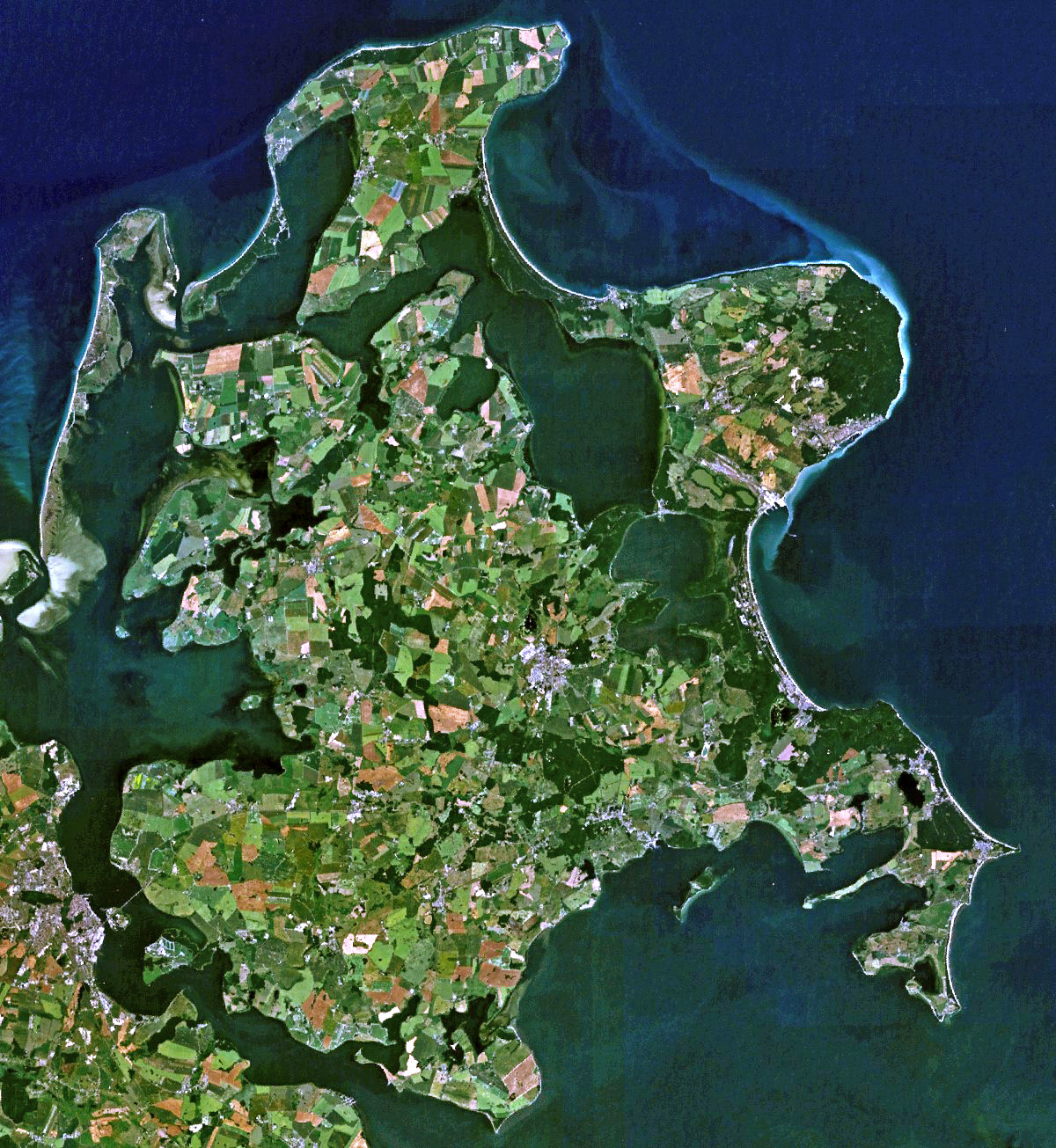
リューゲン島の衛星写真。

リューゲン島（リューゲンとう、ドイツ語: Rügen, ポーランド語: Rugia）は、バルト海に浮かぶドイツ最大の島である。なお、第2次世界大戦までの日本語文献では、龍源島という当て字による表記も見られる。2001年時点で、935 km2に約7万3,000人が居住していた。

## 地理
バルト海には多数の島が存在し、リューゲン島はバルト海における最大の島ではないものの、バルト海に有るドイツ領の島としては、この島が最大である。ドイツの行政区分においては、メクレンブルク＝フォアポンメルン州に属しており、隣接する小島のヒデンゼー島やウンマンツ島などと共に、フォアポンメルン＝リューゲン郡に属している。 
かつての氷河期の影響を受けており、リューゲン島の南東部にはモレーンの丘陵が見られる。また、完新世に堆積して形成された砂浜や砂州や砂嘴などの影響で、島の海沿いにはラグーンが存在する。このような場所に対応した塩生植物の草地も見られる。また、浅い内陸水域も見られ、ヨシなどの水辺の草が生育している。なお、泥炭地も存在する。このような環境を利用して、渉禽類やガン・カモ類が生活の場としている。
その他の島内の植生としては、
ヨーロッパブナやヨーロッパナラのバルト混合林が見られ、
レッドリスト登載の200種を含む800種を超える植物が島内で生育している。
なお、島付近の海域にはハイイロアザラシ、ムール貝などが棲息している。
このような生態系を有する島南東部を含む22.8 km2は、ユネスコにより生物圏保護区に指定された。また、リューゲン島西部およびバルト海の汽水域のボッデン、ヒデンゼー島、ツィングシュト島を含む25.8 km2は、1978年にラムサール条約に登録された。

### 主要都市
島内の主要都市は、以下の通りである。
- ベルゲン・アウフ・リューゲン（ドイツ語版）- 島の中心部に位置し、島内交通の要衝である。
- ビンツ（ドイツ語版） - 海浜リゾート地として知られる。
- ザスニッツ（ドイツ語版） - デンマークやスウェーデンへ渡航できる国際フェリーの発着港が存在する。
- プローラ - 第2次世界大戦前の保養施設が残っており、一時期は軍事施設として利用されたものの、観光施設として再生された[4]

### リューゲン島との姉妹都市
リトアニア共和国内では比較的大規模な都市として知られるクライペダと、姉妹都市提携をしている。

## 歴史
この島には紀元前4000年頃から、どの民族かは不明ながら、定住者がいたと確認されている。その後、スカンディナヴィア人とゲルマン人がこの島に移住してきた。彼らが島を離れた後、7世紀にスラヴ人が来島して定住した。三十年戦争中期の1632年にはスウェーデンにより占領され、1648年に三十年戦争の講和条約であるヴェストファーレン条約によってスウェーデン領となった。大北方戦争においては、プロイセン王国に占領されたが、1720年のストックホルム条約によってスウェーデンに返還された。その後もスウェーデンの前線基地として機能してきたが、ナポレオン戦争期のキール条約によって、プロイセンに引き渡され、1945年までフォアポンメルン州の一部であった。
ナチス・ドイツ時代には、全長約4.5 kmの海水浴場などを備えた巨大な保養施設が、プローラに建設された。この保養施設は第2次世界大戦が始まったために使われなかった。ナチス・ドイツ敗戦後は、東ドイツのロストック県に属した。そして、東ドイツ軍兵舎として利用されたものの、軍事利用が終焉してからは、観光施設として再生が進んできた。1990年に起きた東西ドイツの統一後はメクレンブルク・フォアポンメルン州に属し、現在に至る。
なお、バルト海海底を通ってロシアからドイツへ天然ガスを輸送するためのパイプラインである「ノルド・ストリーム2」を、建設するための工場が有る。

## 観光
リューゲン島はドイツ本土のシュトラールズントと橋で繋がっている。また、シュトラールズントやグライフスヴァルト、ヴォルガストからフェリーや小型客船も出ている。東海岸は込み合った観光地であり、そのうちの幾つかはドイツ鉄道が運行する本土直通の列車や、リューゲン海浜鉄道の狭軌線で定期運行される蒸気機関車が牽引する列車でもアクセスできる。なお、島内の一部は、ヤスムント国立公園に指定されている。
- ビンツ（ドイツ語版） (Binz)
- ヤスムント国立公園（ドイツ語版） (Nationalpark Jasmund)
- アルコーナ岬（ドイツ語版） (Kap Arkona)

## リューゲン島出身の有名人物
- アーノルド・ルーゲ - 作家
- エルンスト・アルント - 作家・詩人
- シュテフィ・ネリウス - 槍投げ選手
- テオドール・ビルロート - 外科医
- ハンス・デルブリュック - 歴史家
- ハンス・ラングスドルフ - ドイツ海軍大佐
- ベルトルト・デルブリュック - 言語学者